# Rötjärnen (Alfta socken, Hälsingland)
Rötjärnen är en sjö i Ovanåkers kommun i Hälsingland och ingår i Ljusnans huvudavrinningsområde. Sjön har en area på 0,0595 kvadratkilometer och ligger 172,6 meter över havet.

## Delavrinningsområde
Rötjärnen ingår i det delavrinningsområde (680588-151093) som SMHI kallar för Mynnar i Norrsjön. Medelhöjden är 159 meter över havet och ytan är 11,81 kvadratkilometer. Det finns inga avrinningsområden uppströms utan avrinningsområdet är högsta punkten. Vattendraget som avvattnar avrinningsområdet har biflödesordning 3, vilket innebär att vattnet flödar genom totalt 3 vattendrag innan det når havet efter 70 kilometer. Avrinningsområdet består mestadels av skog (67 procent) och jordbruk (19 procent). Avrinningsområdet har 0,06 kvadratkilometer vattenytor vilket ger det en sjöprocent på 0,5 procent.